# Албанцы в Болгарии
Албанцы в Болгарии (болг. Албанци в България, алб. Shqiptarët në Bullgari) — небольшая община, живущая на территории Болгарии.

## Население

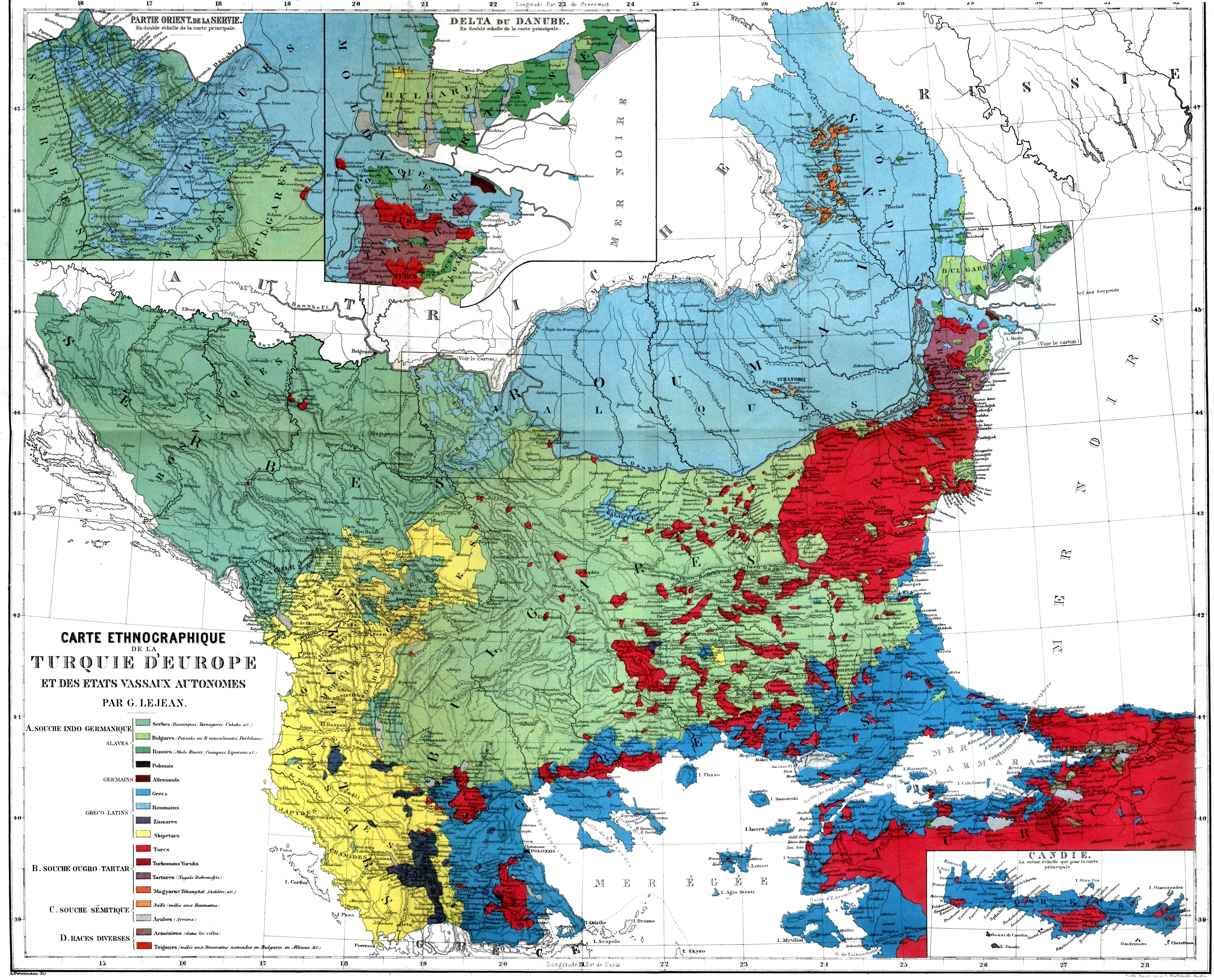
Этническая карта Балкан 1861 года, составленная Г. Лежаном. На карте также изображено албанское село «Арнаут-Кёй» на юге Болгарии.

По данным переписи 2011 года, в Болгарии проживало 220 албанцев.

## История

### Средневековье
Лека — лидер павликиан в Пловдиве XI века, возможно первый средневековый албанец, упомянутым под своим именем. Свидетельство о павликианского албанца предполагает, что павликиане стали популярны среди албанского населения. Топонимия между Софией и Пловдивом в X и XI веках указывает на то, что прото-албанское население мигрировало со своих родных земель, на восточные Балканы, ещё до эпохи Леки. Проторумынские топонимы в Болгарии встречаются рядом с протоалбанскими топонимами и названиями в тех же регионах. Их географическая близость объясняется их общей миграцией в Болгарию в раннем средневековье в качестве пастушеского населения с обширной территории от северной Албании до центральных Балкан. Одними из первых албанских поселенцев в современной Болгарии были римско-католические рудокопы в Копиловце, деревне в окрестностях более крупного горнодобывающего центра Чипровци. Копиловцы были заселены между 15 и 17 веками. В отличие от католического населения других деревень этого же региона. Жители Копиловци были албанцами по происхождению. В 1626 году Петер Мазреку утверждает, что часть болгарских католиков — албанцы (албанези), саксы и павликиане.

### После освобождении Болгарии
После освобождении Болгарии от османского владычества в 1878 году, многие албанцы прибыли в страну, в качестве иммигрантов. Патриотическая организация албанцев Болгарии «Тоска» была создана 1 января 1893 года в Софии и изначально насчитывала 53 человека. Вскоре после этого была основана типография на албанском языке. Помимо календарей и газет, в типографии печатались важные патриотические произведения Национального Возрождения Албании.

## Известные представители
- Рыза Тевфик — турецкий философ, поэт, полиглот и политик[7][8].
- Василий Лупу — князь, господарь Молдавского княжества[9].
- Лика Янко — болгарская художница[10].
- Линда Зечири[англ.] — болгарская бадминтонистка[11].

## Примечание
1. 1 2  Wayback Machine. web.archive.org. Дата обращения: 14 ноября 2023. Архивировано из оригинала 22 марта 2013 года.
2. ↑  Hristo Saldzhiev. Continuity between Early Paulicianism and the Seventeenth-Century Bulgarian Paulicians: the Paulician Legend of Rome and the Ritual of the Baptism by Fire (англ.) // Studia Ceranea. Journal of the Waldemar Ceran Research Centre for the History and Culture of the Mediterranean Area and South-East Europe. — 2019-12-30. — Vol. 9. — P. 657–679. — ISSN 2449-8378. — doi:10.18778/2084-140X.09.32. Архивировано 19 ноября 2023 года.
3. ↑  Hristo Saldžiev. The Text in an Unknown Language from the Norov' Psalm Book – Cultural and Linguistic Problems // Zeitschrift für Balkanologie. — 2019. — Т. 55, вып. 2. — С. 240–249. — ISSN 0044-2356. — doi:10.13173/zeitbalk.55.2.0240. — JSTOR 10.13173/zeitbalk.55.2.0240. Архивировано 19 ноября 2023 года.
4. ↑  Название албанцев в прото-румынском языке
5. ↑  Гюзелев, p. 45–56
6. ↑  Бобев, Боби; Тома Кацори, Боби. Албанците в България (неопр.) (1998). Дата обращения: 2 мая 2009. Архивировано 24 мая 2009 года.
7. ↑  Ozoglu, Hakan. From Caliphate to Secular State: Power Struggle in the Early Turkish Republic: Power Struggle in the Early Turkish Republic (англ.). — ABC-CLIO, 2011. — P. 48. — ISBN 978-0-313-37957-4.
8. ↑  Süssheim, Karl. The Diary of Karl Süssheim (1878-1947): Orientalist Between Munich and Istanbul (англ.). — Franz Steiner Verlag, 2002. — P. 56. — ISBN 978-3-515-07573-2.
9. ↑  Бессарабские местные законы и устройство судебной части в Бессарабии // Энциклопедический словарь Брокгауза и Ефрона : в 86 т. (82 т. и 4 доп.). — СПб., 1890—1907.
10. ↑  Мария Попова - Лика Янко. liternet.bg. Дата обращения: 14 ноября 2023. Архивировано 22 марта 2023 года.
11. ↑  Сестри Зечири: Слухът е много важен и в спорта. btv.bg (2 июня 2019). Дата обращения: 17 июля 2021. Архивировано 17 июля 2021 года.